# Agustín Viana
Agustín Viana Ache (Chicago, 23 augustus 1983) is een Amerikaans-Uruguayaans voetballer. In 2015 tekende hij bij Danubio FC uit de Primera División Uruguaya. In zijn carrière heeft hij in Uruguay, Brazilië, Roemenië, Griekenland en de Verenigde Staten gevoetbald.

## Clubcarrière
Viana begon zijn carrière bij het Uruguayaanse Bella Vista. Na vier jaar vertrok hij naar Nacional Montevideo waar hij in het seizoen 2005-2006 kampioen van Uruguay werd. Bij Nacional speelde hij in vijfendertig competitiewedstrijden waarin hij één doelpunt maakte. In 2008 leende Nacional hem uit aan Atlético Mineiro. Na een jaar bij de Braziliaanse club tekende hij bij de club waar hij zijn carrière begon, Bella Vista. Na een jaar bij Bella Vista tekende hij bij het Roemeense CFR Cluj. Daar wist hij echter geen basisplaats te bemachtigen en na één jaar bij Cluj vertrok hij naar het Italiaanse Gallipoli uit de Serie B. Bij Gallipoli wist hij al snel een basisplaats te bemachtigen.
In 2010 keerde hij opnieuw terug naar Bella Vista. In 2011 tekende hij bij het Griekse Levadiakos waar hij in één seizoen in vijftien competitiewedstrijden speelde en daarin twee keer scoorde. Op 28 januari 2013 tekende hij bij het Amerikaanse Columbus Crew. Op 3 maart 2013 maakte hij tegen Chivas USA zijn debuut voor Columbus. Hij verliet de club op 18 november 2014. Op 28 januari 2015 tekende hij bij het Uruguayaanse Danubio FC.